# Euprosthenops proximus
Espèce
Synonymes
- Euprosthenops hartmanni Roewer, 1955

Euprosthenops proximus est une espèce d'araignées aranéomorphes de la famille des Pisauridae.

## Distribution
Cette espèce se rencontre en Afrique du Sud, en Angola, au Congo-Kinshasa, au Rwanda, en Tanzanie, en Éthiopie et en Côte d'Ivoire.

## Description
Le mâle holotype mesure 16 mm.

## Liste des sous-espèces
Selon World Spider Catalog (version 23.5, 19/10/2022) :
- Euprosthenops proximus maximus Blandin, 1976 de Côte d'Ivoire
- Euprosthenops proximus proximus Lessert, 1916

## Systématique et taxinomie
Cette espèce a été décrite par Lessert en 1916.
La sous-espèce Euprosthenops proximus maximus a été décrite par Blandin en 1976.
Euprosthenops hartmanni a été placée en synonymie par Blandin en 1976.

## Publications originales
- Lessert, 1916 : « Araignées du Kilimandjaro et du Merou (suite). 2. Pisauridae. » Revue Suisse de Zoologie, vol. 24, p. 565-620 (texte intégral).
- Blandin, 1976 : « Études sur les Pisauridae africaines IV. Les espèces du genre Euprosthenops Pocock, 1897 (Araneae - Pisauridae - Pisaurinae). » Revue Zoologique Africaine, vol. 90, p. 63-88 (texte intégral).